# Zombi (filozofia umysłu)
Zombi – w filozofii umysłu hipotetyczna istota o zachowaniu nie różniącym się w żaden sposób od zachowania człowieka, ale nieposiadająca żadnego życia wewnętrznego, świadomości ani intencjonalności. Tak więc byłby to organizm identyczny pod względem fizycznym z człowiekiem, ale w odróżnieniu od niego nie dysponujący umysłem. Zombi są eksperymentalnym bytem, za pomocą którego rozpatruje się pewne zagadnienia filozoficzne. 
Jedną z wcześniejszych postaci tego pomysłu podał Thomas Nagel, opisując wymyśloną istotę przejawiającą zachowania typowe nawet dla bytów samoświadomych, powstające jednak bez udziału żadnej świadomości dzięki fizycznym związkom przyczynowo-skutkowym. Powiedzieć można, że byłoby to samo ciało bez umysłu. Dlatego też porównuje się ten pomysł z niejako odwrotnym pomysłem Kartezjusza, piszącym o samym umyśle, niezależnym od ciała. Niektórzy filozofowie, jak John Searle, uważają za logicznie możliwe istnienie zombi.
Zagadnienie to stanowi część dyskusji materialistycznych teorii umysłu. Możliwość istnienia takiego zombi stanowi jeden z argumentów przeciwko nim. Rozumowanie przebiega podobnie, jak Kartezjuszowski argument, że skoro umysł może istnieć samodzielnie poza ciałem, to nie może być z nim tożsamy. Tutaj z istnienia zombi wyciąga się wniosek, że skoro może istnieć ciało pozbawione umysłu, i to ciało identyczne fizycznie z ciałami posiadającymi umysł oraz identycznie się zachowujące, to samo istnienie takiego ciała nie pociąga za sobą istnienia umysłu. Inaczej mówiąc, struktura fizyczna tego ciała i jego zachowanie nie stanowią razem warunków logicznie wystarczających posiadania przez to ciało umysłu. Wówczas behawioryzm i funkcjonalizm, wyprowadzające z takich podstaw istnienie umysłu, okazują się poglądami fałszywymi. Umysł nie jest tożsamy ani z ciałem, ani z żadną jego częścią, ani też z żadną funkcją spełnianą przez to ciało.